# 231.ª Divisão de Infantaria (Alemanha)
A 231ª Divisão de Infantaria (em alemão:231. Infanterie-Division) foi uma unidade militar que serviu no Exército alemão durante a Segunda Guerra Mundial.

## Comandantes
| Comandante                     | Data                                       |
| ------------------------------ | ------------------------------------------ |
| Generalleutnant Hans Schönhärl | 26 de agosto de 1939 - 2 de agosto de 1940 |

## Área de operações
| Alemanha | setembro de 1939 - novembro de 1939 |
| Polônia  | novembro de 1939 - junho de 1940    |
| Alemanha | junho de 1940 - agosto de 1940      |